# Balihaj
Balihaj også kaldet sølvhaj eller hajbarbe (Balantiocheilos melanopterus) er fra Sydøstasien, hvor den lever i vandløb i Borneo, Sumatra, Thailand og på Malakka-halvøen. Den tilhører karpefiskene under familien Cyprinidae og har altså dermed intet slægtskab med rigtige hajer. Balihajen er en langstrakt fisk med sølvskinnende skæl samt gul/sølv-farvede finner, der har tydelige sorte aftegninger i kanterne, og den har en tvedelt halefinne. Fisken kan blive op til 35 cm lang, og der er ingen synlige kønsforskelle. 

## I akvariet
Balihajen er en almindelig akvariefisk, der holder til midt i akvariet og ved bunden, hvor den søger i bundlaget. Fisken kan godt lide masser af plads at svømme på, og da det er en lang art, bør den ikke holdes i mindre end et 400 liters akvarium. Hvis man holder denne fisk der kan blive 35 cm i for små akvarier vil den ikke blive så lang, men de indre organer og øjnene vil fortsætte med at vokse, fisken vil helt enkelt blive for stor til sin krop. Man bør tænke på fiskens behov for plads til at svømme på, når man dekorerer akvariet. Stenskjul er også at foretrække, da fisken nemt bliver forskrækket og gerne gemmer sig ind imellem. Balihajer er springere, så akvariet skal være helt overdækket! Temperaturen skal ligge på 21 °C – 28 °C og pH skal være omkring 6,0 – 8,0. Fisken trives bedst i blødt vand – omkring 5dGH, men kan dog klare hårdere vand. Vandcirkulationen skal være kraftig. Balihajen er altædende, og i naturen lever den af phytoplankton og insekter, men spirulina er også godt for fisken.

## Adfærd
På trods af dens størrelse er balihajen en meget fredelig fisk, der sagtens kan være sammen med andre fisk. Den er naturligt en stimefisk, den kan både holdes enkeltvis eller i en stime. Dog skal man ikke sætte for hurtige fisk sammen med den, da det kan stresse fisken og gøre den urolig. Fisken er en ægspreder, men er meget vanskelig at få til at yngle i fangenskab.
Balihajen er en fisk, det er interessant at stifte bekendtskab med, og det er en fisk, der vil få én i godt humør. Den er absolut egnet for begyndere. Blot den får varieret foder, vokser den hurtigt.